# 東悦次
東 悦次（あずま えつじ、生年不明）は、日本の俳優。元エクラン社（エクラン演技集団）所属。

## 来歴・人物
かつてエクラン社所属の俳優として必殺シリーズを始め、数多くの時代劇で斬られ役などを演じた。
またスーツアクターとしての出演や殺陣の指導を務めることもあった。
1989年を最後に長らく近況が不明であったが2022年から2024年にかけて書籍のインタビューに応じて約30年振りに姿を見せている。

## 出演

### テレビドラマ
- アゴン（1968年、CX） - アゴン ※スーツアクターとして
- 栗塚旭・女人武蔵（1971年、KTV）※殺陣指導
- 木枯し紋次郎 第1シリーズ 第9話「湯煙に月は砕けた」（1972年、CX / C.A.L）
- 斬り抜ける（1974年、TBS / 松竹）
  - 第2話「松平はずし」 - 子分
  - 第5話「女が命を燃やすとき」 - 細兵衛子分
  - 第14話「愛と死と…」 - やくざ
- 宮本武蔵（1975年、CX / 関西テレビ）
  - 第14話「秘剣!棒術破り」 - 山賊
  - 第15話「ふたり武蔵」 - 川口
  - 第25話「めぐりぞ逢はん」 - 小倉藩士
- お耳役秘帳（1976年、CX / 歌舞伎座テレビ）
  - 第12話「情のかけ橋を渡れ」 - 門番
  - 第15話「異聞 隠密ばなし」 - 浪人
  - 第17話「お耳役狩り」十内
- 新 木枯し紋次郎（12Ch / C.A.L）
  - 第12話「朝霧に消えた女」（1977年）
  - 第19話「女郎にはたった一言」（1978年）- 佐平
  - 第24話「虚空に賭けた賽一つ」（1978年）- 代官
  - 第25話「生国は地獄にござんす」（1978年）- 弁之助
- 日本怪談劇場（1979年、12Ch / 歌舞伎座テレビ）
  - 第1回「怪談累ヶ淵」 - 寅吉
  - 第4回「怪談 吸血鬼紫検校」 - 家来
  - 第6回「怪談 利根の渡」 - 山伏
  - 第9回「怪談 牡丹燈籠」 - 供侍
  - 第12回「怪談 奥州安達ヶ原」 - 梵天
- 必殺シリーズ（ABC / 松竹）
  - 暗闇仕留人 第10話「地獄にて候」（1974年） - 手下
  - 必殺必中仕事屋稼業
    - 第2話「一発勝負」（1975年） - 仲間
    - 第24話「知られて勝負」（1975年） - やくざ

  - 必殺仕置屋稼業
    - 第3話「一筆啓上紐が見えた」（1975年） - 人足
    - 第13話「一筆啓上過去が見えた」（1975年） - 彦市
    - 第20話「一筆啓上手練が見えた」（1975年） - 殺し屋

  - 必殺仕業人（1976年）
    - 第12話「あんたこの役者をどう思う」 - 旅人
    - 第14話「あんたこの勝負をどう思う」 - 定吉
    - 第28話「あんたこの結果をどう思う」 - 中門

  - 必殺からくり人
    - 第9話「食えなければ江戸へどうぞ」（1976年） - 同心
    - 第11話「私にも父親をどうぞ」（1976年） - 殺し屋

  - 必殺からくり人・血風編
    - 第4話「大奥の天下に挑む紅い声」（1976年） - 影
    - 第5話「死へ走る兄弟の紅い情念」（1976年） - 二宮
    - 第8話「帰らぬ愛に泣く紅い旅」（1976年） - やくざ

  - 新・必殺仕置人（1977年）
    - 第7話「貸借無用」 - 三ん下
    - 第8話「裏切無用」 - 侍
    - 第11話「助人無用」 - 富五郎の配下
    - 第18話「同情無用」  - 囚人
    - 第19話「元締無用」 - 検校道海の手下
    - 第21話「質草無用」 - 町の通行人
    - 第23話「訴訟無用」 - 遊び人
    - 第25話「濡衣無用」 - 伊勢屋の奉公人 / 平田の駕籠を襲う武士（二役）
    - 第26話「抜穴無用」 - 掻っ払い
    - 第33話「幽霊無用」 - 同心
    - 第41話「解散無用」 - 義助

  - 新 必殺からくり人（1977年）
    - 第1話「東海道五十三次殺し旅 日本橋」
    - 第7話「東海道五十三次殺し旅 荒井」
    - 第8話「東海道五十三次殺し旅 藤川」

  - 江戸プロフェッショナル・必殺商売人（1978年）
    - 第5話「空桶で唄う女の怨みうた」 - 与力
    - 第7話「嘘か真実かまことが嘘か」 - 大前田の子分
    - 第14話「忠義を売って得を取れ!」 - 中盆
    - 第19話「親にないしょの片道切符」 - 同心

  - 必殺からくり人・富嶽百景殺し旅（1978年）
    - 第1話「江戸日本橋」 - 子分 宇蔵
    - 第2話「隠田の水車」 - 人足
    - 第5話「本所立川」 - 用心棒
    - 第6話「下目黒」 - 嘉七
    - 第7話「駿州江尻」 - 浪人
    - 第8話「甲州犬目峠」（1978年） - 配下
    - 第9話「深川万年橋下」（1978年） - 辰己一家の子分
    - 第12話「東海道金谷」（1978年）- 配下

  - 翔べ! 必殺うらごろし
    - 第5話「母を呼んで寺の鐘は泣いた」（1978年） - 地廻り
    - 第11話「人形が泣いて愛する人を呼んだ」（1978年） - デコ常
    - 第14話「額の傷が見た!恐怖のあしたを」（1978年） - 仙八
    - 第19話「童が近づくと殺人者が判る」（1979年） - 門番

  - 必殺仕事人
    - 第1話「主水の浮気は成功するか?」（1979年） - 鳶
    - 第7話「主水をあやつるバチの音は誰か?」（1979年） - 子分
    - 第8話「仕事人が可愛いい女を殺せるか?」（1979年） - 夜鷹の客
    - 第10話「木曽節に引かれた愛その果ては?」（1979年） - 勝蔵の配下
    - 第12話「三味の音は七つの柩のとむらい唄か?」（1979年） - 田村
    - 第13話「矢で狙う標的は仕事人か?」（1979年） - 才蔵の配下
    - 第17話「鉄砲で人を的にした奴許せるか?」（1979年） - 同心
    - 第20話「この世の地獄は何処にあるのか?」（1979年） - 役人
    - 第22話「登城する大名駕籠はなぜ走るのか?」（1979年） - 侍
    - 第24話「冥土へ道連れを送れるか?」（1979年） - 強請屋
    - 第30話「酔技 田楽突き」（1979年） - 子分
    - 第33話「炎技 半鐘撲り」（1979年） - 小平太
    - 第44話「艶技 鬼面潰し」（1980年） - 火盗改
    - 第47話「悔し技 情念恋火攻め」（1980年） - 酔漢
    - 第48話「表技 魔の鬼面割り」（1980年） - 遊び人
    - 第62話「恨み技 悲愁稲妻刺し」（1980年） - 同心
    - 第65話「散り技 花火炸裂乱れ斬り」（1980年） - 坂本
    - 第69話「盗り技 乱調お神楽刺し」（1980年） - 清助
    - 第78話「疾風技 浮世節無情斬り」（1980年） - 和泉屋の用心棒
    - 第81話「捜し技 高利蟻地獄斬り」（1981年） - 同心・田口
    - 第82話「激闘技 地獄道暴れ斬り」（1981年） - 屋台の客
    - 第84話「散り技 仕事人危機激進斬り」（1981年） - 牢屋敷の番人

  - 新・必殺仕事人
    - 第11話「主水ふてくされる」（1981年） - 同心
    - 第19話「主水 夜長にガッカリする」（1981年） - 伊平
    - 第23話「主水かくれて夜勤する」（1981年） - 芸州広島の岡っ引
    - 第26話「主水 仮病休みする」（1981年） - 同心
    - 第30話「主水御用納めする」（1981年） - 同心
    - 第41話「主水バクチする」 (1982年) - おせき
    - 第44話 「主水 予算オーバーする」（1982年） - 掛川
    - 第51話「主水ビックリする」（1982年） - 囚人
    - 第53話「主水甘味対策する」（1982年） - 老人

  - 新・必殺仕舞人
    - 第3話「三界節娘恋し父恋し」（1982年） - 平助
    - 第8話「その手は桑名の焼蛤」（1982年） - ヤクザ
    - 第13話 「別れ囃子は阿波踊り」（1982年) - 下役

  - 必殺シリーズ10周年記念スペシャル 仕事人大集合（1982年） - 用心棒
  - 必殺仕事人III（1983年）
    - 第4話「つけ文をされたのは主水」 - 助八
    - 第21話「赤ん坊を拾ったのは三味線屋おりく」 - 遊び人
    - 第26話「嫁の勤めを果たしたのは加代」 - 人足
    - 第27話「暴力塾生にいじめられたのは順之助」 - 浮浪者
    - 第35話「金融札に手を出したのはお加代」 - 町人
    - 第37話「芝居見物したかったのはせんとりつ」 - 銀次の子分

  - 必殺仕事人IV
    - 第4話「主水犬にナメられる」（1983年） - 役人
    - 第11話「秀催眠術をかけられる」（1983年） - お京の手下
    - 第22話「主水大根めしを食べる」（1983年） - 酔客
    - 第28話「順之助20歳の誕生日に誘拐される」（1984年） - 同心
    - 第32話「主水超能力山伏に部屋を貸す」（1984年） - 浪人
    - 第39話「加代エリマキトカゲを目撃する」（1984年） - 矢吉

  - 必殺渡し人（1983年）
    - 第7話「お化け屋敷で渡します」 - 化け猫
    - 第10話「湯女風呂で渡します」 - 手下

  - 年忘れ必殺スペシャル 仕事人アヘン戦争へ行く 翔べ!熱気球よ香港へ（1983年） - イタチの鉄
  - 必殺仕切人（1984年）
    - 第1話「もしも、大奥に古狸がいたら」 - 地廻り
    - 第6話「もしも惚れ薬と眠り薬を間違えたら」 - 職人
    - 第11話「もしも父親が "娘よ" と泣いたら」 - 子分
    - 第14話「もしも歳末富くじがイカサマだったら」 - 男たち

  - 必殺仕事人意外伝 主水、第七騎兵隊と闘う 大利根ウエスタン月夜（1985年）
  - 必殺仕事人V 第2話「主水、混浴する」（1985年） - 巳吉
  - 必殺橋掛人 第2話「佃島のおとめ魚を探ります」（1985年） - 担ぎ屋
  - 必殺仕事人V・激闘編 第6〜18話 - 元締 ※レギュラー[1]
    - 第2話「大仕事!大名殺し」（1985年） - 不審番
    - 第25話「主水、紫陽花の下に金を隠す」（1986年） - 野次馬

  - 必殺まっしぐら! 第10話「相手は草津温泉の乗っ取り男」（1986年） - 渡世人
  - 必殺仕事人V・旋風編（1986年）
    - 第1話「主水 エスカルゴを食べる」 - 用心棒
    - 第8話「主水、コールガールの仇をうつ」 - 女衒
    - 第12話「主水、ネズミ捕りにかかる」 - 男

  - 必殺剣劇人（1987年）
    - 第4話「日照り続きで、ほこりが立たあ!」 - 仙蔵一家の若い者
    - 第6話「しゃらくせえ!」 - 竹村座裏方

  - 必殺スペシャル・春一番 仕事人、京都へ行く 闇討人の謎の首領!（1989年） - 高松左内 ※殺陣指導も担当
- 日本名作怪談劇場（1979年、12ch）
- 土曜ワイド劇場 京都殺人案内 第5作「母恋桜が散った」（1981年、ABC / 松竹）
- 斬り捨て御免!（TX / 松竹）
  - 第1シリーズ（1980年）
    - 第17話「涙に曇る江戸の空」
    - 第20話「闇夜に笑う天狗の面」

  - 第2シリーズ（1981年）
    - 第4話「悪鬼が散らした無残花」
    - 第11話「狼どもの血祭り仁義」
    - 第14話「血染めの千両富」
    - 第23話「妖しく匂う無情花」
    - 第25話「鬼番所皆殺しの罠」

  - 第3シリーズ（1982年）
    - 第1話「熱き口づけは死を誘う」
    - 第12話「黄金に群がる闇の相場師」
    - 第18話「赤い人魚は死神の使者」
    - 第22話「今あかす翁の御前の正体」
- 時代劇スペシャルシリーズ（1982年 - 1984年、CX / 映像京都）
  - 「江戸の大騒動 －太助・家光・彦左－」
  - 「丹下左膳 －剣風!百万両の壷－」
  - 「地獄の掟」
  - 「岡っ引どぶ 流人島殺人事件」
  - 「花笛伝奇」
  - 「怪談妖蝶の棲む館」
  - 「影狩り」
  - 「お庭番 忍びの構図」
  - 「樅ノ木は残った 乱心」
  - 「闇の歯車」
  - 「烙印の女たち」
  - 「暗殺者の神話」
- 土曜ワイド劇場 じゅく年夫婦探偵「新婚旅行は殺人旅行」（1982年、ABC / 松竹） - 漁師
- 眠狂四郎円月殺法（1982年、TX）
  - 第7話「こぼれ花情け無用の無頼剣 －小田原の巻－」 - 彦十
  - 第16話「ふたり狂四郎木枯し魔風剣 －浜松の巻－」 - 無頼の徒
- 眠狂四郎無頼控 第4話「光る白刃に燃える女」（1983年、TX）
- 金田一耕助シリーズ「本陣殺人事件」（1983年、TBS / 東阪企画）
- 土曜ワイド劇場「フルムーン探偵日本三景めぐり」（1984年、ABC / 松竹） - ヤクザ
- 京都マル秘指令 ザ新選組（1984年、ABC / 松竹）
- 鬼平犯科帳 第1シリーズ（1989年、CX / 松竹）
  - 第5話「血闘」
  - 第13話「笹やのお熊」 - 入升屋の下働き

### 映画
- やさぐれ刑事（1976年、松竹）
- 炎のごとく（1981年、東宝） - 穴倉の新次
- 必殺! III 裏か表か（1986年、松竹） - 己代松
- 十手舞（1986年、松竹＝五社プロダクション＝映像京都）

### その他
- 昭和39年の俺たち 2022年9月号（2022年7月29日発売、一水社）
- 必殺シリーズ秘史 50年目の告白録（2022年9月16日発売、立東舎）
- 宇宙船 vol.178（2022年10月3日発売、ホビージャパン） - スーツアクターを務めた「アゴン」についてのインタビュー
- 必殺シリーズ始末 最後の大仕事（2024年1月19日発売、立東舎） - 同じ元エクラン演技集団メンバーであった平井靖と共にインタビュー